# Eisenbahnunfall von Ephesos
Der Eisenbahnunfall von Ephesos ereignete sich am 22. Oktober 1912 bei Selçuk in der heutigen Türkei und ist bis heute einer der folgenreichsten Eisenbahnunfälle weltweit. Im Verhältnis dazu ist er außerordentlich schlecht dokumentiert. Es gibt mehrere Versionen zu dem Unfallgeschehen. Mehr als 200 Menschen kamen bei dem Unfall ums Leben.

## Ausgangslage
Unstrittig ist, dass der verunglückte Zug auf der Bahnstrecke İzmir–Eğirdir nach Smyrna unterwegs war und dass mit ihm Truppen transportiert wurden. Etwa 800 Soldaten, es soll sich um ein Bataillon gehandelt haben, sollen mit dem Zug transportiert worden sein. Unstrittig ist weiter, dass sich der Unfall in oder bei Ephesos (Selçuk) ereignete und damals die Ottoman Railway Company, eine britische Gesellschaft, Betreiberin der Eisenbahn war.

## Unfallhergang
Nach einer Darstellung handelte es sich um einen Frontalzusammenstoß zwischen dem Militärzug und einem Güterzug.
Nach einer weiteren Darstellung entgleiste der Militärtransportzug und stürzte einen hohen Bahndamm hinab.
Nach einer dritten Darstellung kam es in einem Gefälle, innerhalb eines Tunnels, zum Riss einer Kupplung des Militärtransportzuges. Der Lokomotivführer soll daraufhin mit größtmöglicher Geschwindigkeit zum Bahnhof Smyrna gefahren sein, um die dortigen Eisenbahner zu warnen. Die losgelösten Wagen seien in dem Gefälle hinter dem Zug hergelaufen und im Durchfahrtsgleis des Bahnhofs auf den Güterzug, der in der Gegenrichtung unterwegs war und nicht mehr rechtzeitig wegrangiert werden konnte, aufgetroffen. Diese Darstellung scheint vom Ablauf her höchst unwahrscheinlich.

## Folgen
Mehr als 200 Menschen kamen ums Leben, darunter das gesamte Eisenbahnpersonal, 250 weitere wurden verletzt.